# Губарев, Валентин Алексеевич
Валенти́н Алексе́евич Гу́барев (р. 14 апреля 1948, Горький) — белорусский живописец, график, работающий в жанре наивного искусства. Член Белорусского Союза художников. Участник республиканских и международных художественных выставок.

## Биография
Про картины Валентина Губарева рассказывать легко — они очень литературны, сюжетны, конкретны. Но когда их посмотришь, остаётся то, что невозможно передать словами. Остаётся грустная улыбка, немного детская, наивная и мудрая. Будто только что именно тебе открылась истина и ты узнал ответ на один из вечных вопросов…
Родился в 1948 году в городе Горький. Окончил Горьковское художественное училище, затем факультет графики Московского полиграфического института.
В 1975 году переехал в Белоруссию. Занимался иллюстрированием книг, работал художником в издательстве. С 1991 года участвует в республиканских и международных художественных выставках.
С 1991 года персональные выставки Губарева ежегодно проходят во Франции.
Член Белорусского Союза художников (1989). Почётный член художественной ассоциации «Шедевр» (Германия).
В 1994 году заключил эксклюзивный контракт с галереей «Les Tournesols» (Париж), в 2006 году — с художественной галереей «Ла Сандр-арт» (Минск).
В 2016 году на столичной площади Якуба Коласа работы Валентина Губарева, объединённые темой «Жизнь непарадного подъезда», были представлены в выставочном проекте под открытым небом.
Работы Губарева находятся в музеях и частных коллекциях разных стран мира (Национальный художественный музей Республики Беларусь, музей «Zimmerly Art Museum» (США), галереи «Schaer und Wildbolz» (Швейцария), «Kunststuck» (Германия), частные коллекции в России, США, Англии, Японии, Испании, Израиля, Германии и др.).
Работы выставляются на аукционах «Christie`s» (Лондон), «Drouot Richelieu» и «Taschen» (Париж), «KINSKY» (Вена).
Живёт и работает в Минске. Женат, имеет двух сыновей. Сын Алексей Губарев (р. 1981) тоже получил профессиональное художественное образование.

## Творчество
По словам художника, путь к мастерству начался в детстве, когда он «срисовывал по клеточкам» с открыток картины русских художников — И. Левитана, А. Саврасова, Ф. Решетникова. На 3-м курсе художественного училища открыл работы Дж. Поллока, П. Сезанна, В. Ван Гога, А. Матисса, обратился к натюрмортам и поискам собственного стиля.
По определению художника, персонажи его картин — «простые люди», которые «не читали Гегеля и Канта», но «бескорыстны, чисты сердцем», у которых «нет коммерческой жилки», но «есть стремление к счастью». В основе сюжетов часто присутствуют воспоминания детства и юности, ностальгические мотивы, детали быта советских времён.
Пресса отмечает губаревскую «яркую индивидуальность» и его «особое виденье мира»: «…картины зачастую описывают будни небольших провинциальных городов, но за карикатурными чертами их жителей всегда скрывается особый смысл».

Профессионал высочайшего уровня, он работает в стиле наива и доступен пониманию каждого, даже неподготовленного зрителя, в силу того что сюжеты его картин взяты из самой жизни. Они, как народный фольклор, просты и незамысловаты на первый взгляд, но в каждом сюжете есть двойное прочтение.— Комсомольская правда
Несмотря многолетний контракт с парижской галереей и предложения жить во Франции, Губарев предпочитает не отрываться от почвы: «Эта земля меня питает как художника. Я нахожу вдохновение и силы физические в нашей жизни, обычаях, традициях, людях, разговорах». Художник использует в работе преимущественно отечественные материалы — российские холсты, ленинградские краски.
В числе особенностей творчества Алексея Губарева (сына Валентина Губарева) критика отмечает доведение «до предельного минимализма» сюжетных и живописных составляющих, характеризуя его живопись как «смесь декаданса, минимализма и экспрессионизма».

«Скромное обаяние неразвитого социализма» — так нередко характеризуют творчество Губарева у нас, а зарубежные искусствоведы, которые в стадиях социализма разбираются слабо, называют его белорусским Брейгелем.— Российская газета

## Картины Валентина Губарева

Выставка «Золотой век», Минск—2015, галерея Михаила Савицкого
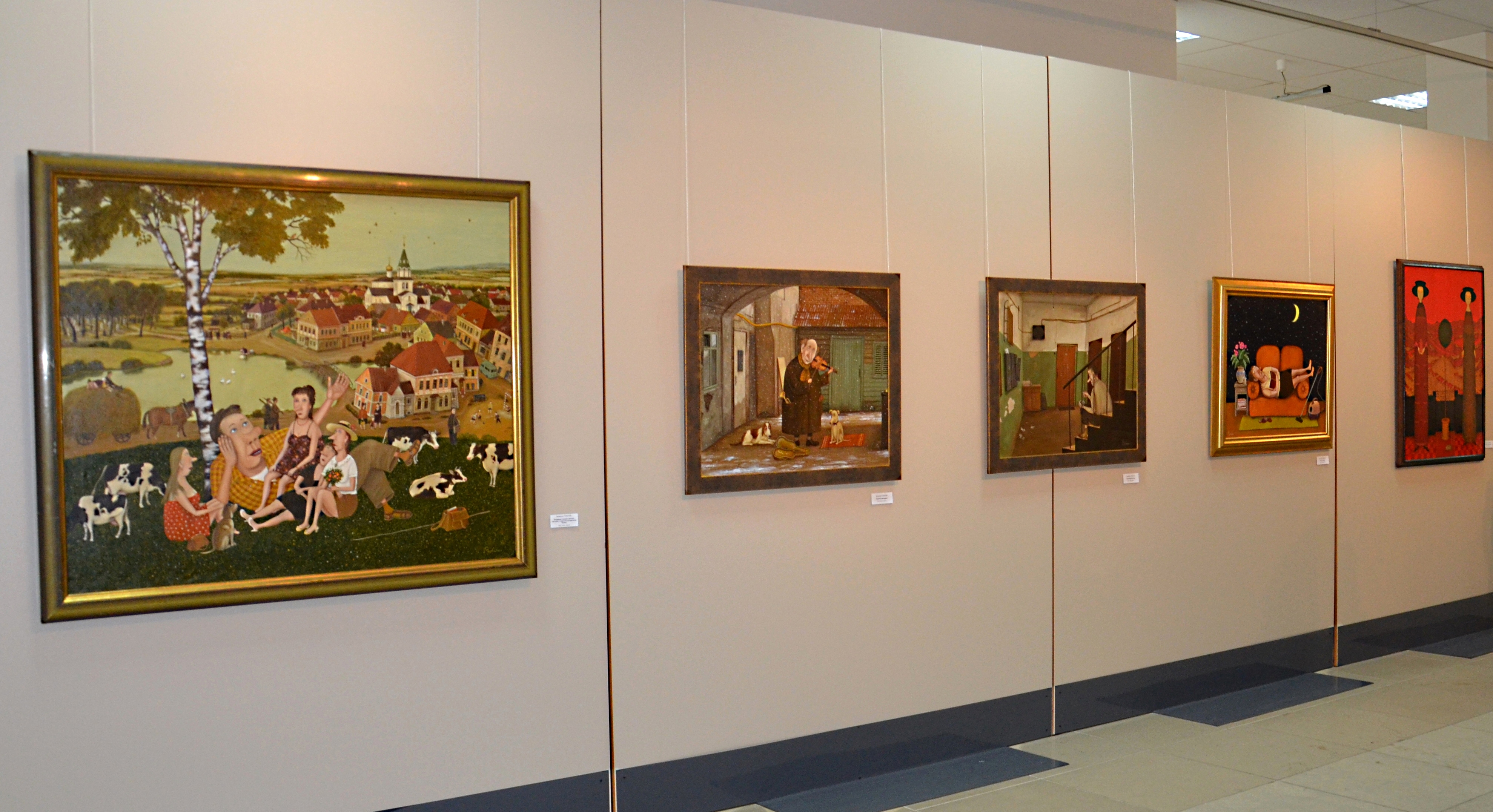
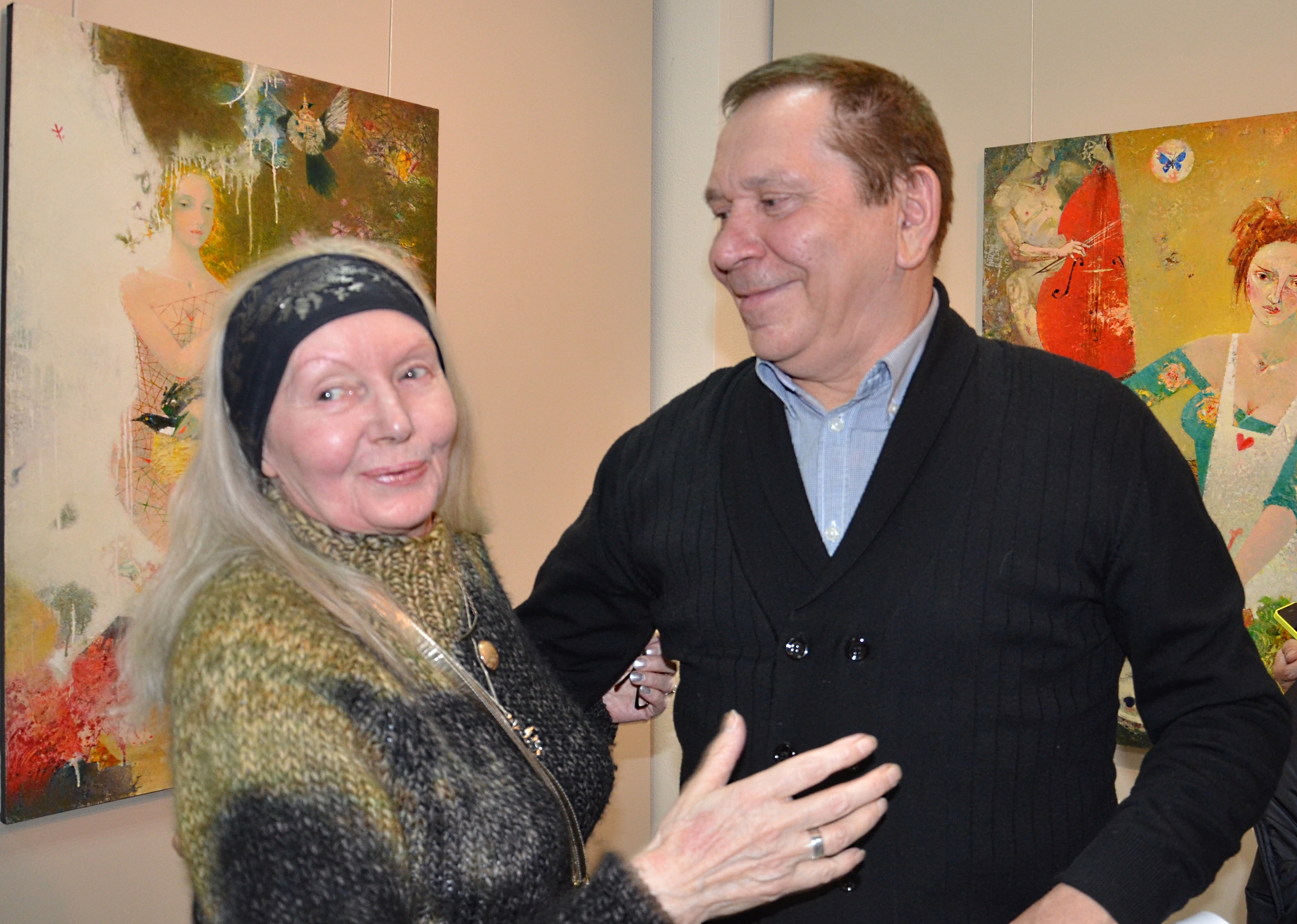